# Fusão fracionada
A fusão fracionada é um processo usado para separar sólidos cujos ponto de fusão são muito diferentes, é um processo físico de separação de sólidos. Para isso é preciso saber a que temperatura cada elemento que compõe o sólido vai se fundir, digamos que haja uma mistura sólida entre estanho e chumbo, sabendo-se que o estanho funde-se a 231°C e o chumbo, a 327°C, primeiramente se aquece o sólido até uma temperatura de 231°C, então o estanho vai se fundir e se separar do chumbo, esse processo é chamado de fusão fracionada e pode ser feito com um número maior de substâncias desde que essas possuam pontos de fusão bastante diferentes, porém este processo não separa misturas eutéticas,que são misturas homogênias cuja fusão ocorre à uma temperatura constante.

Um exemplo de uso da fusão fracionada é o processo de obtenção de enxofre de depósitos subterrâneos, o chamado processo Frasch. 
Esse método permite a separação de misturas homogêneas de sólidos através dos seus diferentes pontos de fusão. O ouro 18K, por exemplo, pode ter seus componentes separados por esse método. Aquecendo a mistura, o ouro se funde a 1063°C, a prata a 962°C e o cobre a 1083°C. bronze, aço, ferro. 
Misturas eutéticas não podem ser separadas por fusão fracionada, pois tem o ponto de fusão constante.